# 何安達
何安達，BBS，JP（1962年1月1日—），香港資深傳媒人，前香港行政長官辦公室新聞統籌專員，2006年2月13日上任，當行政長官曾蔭權的公關顧問，制訂政府重大政策及計劃的公關策略及時間表，至2012年6月30日任期屆滿。2020年10月獲頒銅紫荊星章。

## 簡歷
何安達出身香港低下階層，父母都是工人。曾經在香港的舊區土瓜灣炮仗街及黃大仙上邨居住，小二唸黃大仙天主教小學。到了中學時，升讀聖若瑟英文中學，中六到民生書院唸預科。之後在1984年畢業於香港中文大學英文系，期間於大學三年班時就任香港專上學生聯會的國際事務副會長，並代表香港參加過伊拉克聯合國會議，周遊列國。
何安達就讀中學時已有社會意識，早在就讀中三時曾發起簽名運動，表示有意與一班同學籌組首屆學生會，但學校卻沒有理會。就讀中大時曾參與學生會。大學畢業後，他到《英文虎報》當記者，1989年至1991年間轉投《南華早報》，主要以政治編輯身份撰寫時事評論。後來於1991年自組公關顧問公司「PA 公共事務專業顧問公司」，及兼職《明報》主筆、寫社評，又在香港中文大學及香港浸會大學任教。2000年在王維基創辦的網上頻道有限公司（iChannel）擔任董事總經理，2003年創辦書節。2006年年初加入香港行政長官辦公室任新聞統籌專員。

## 家庭
何安達已婚，太太是陳靄斯。2006年12月當上父親，兒子取名為何心文。
| 政府职务      | 政府职务                                                              | 政府职务      |
| ------------- | --------------------------------------------------------------------- | ------------- |
| 前任： 林瑞麟 | 香港特別行政區行政長官辦公室新聞統籌專員 2006年2月13日－2012年6月30日 | 繼任： 鄧惠鈞 |

## 外部連結
- 何安达任港府新闻统筹专员的功能
- 明報周刊 - 何安達之圓融人脈[永久]